# Художественный музей Равенсбурга
Художественный музей в Равенсбурге (ранее Городской музей Равенсбурга; нем. Kunstmuseum Ravensburg) — художественный музей в районе Альтштадт города Равенсбург (земля Баден-Вюртемберг), открытый в марте 2013 года в новом здании, спроектированном архитектурным бюро «Lederer+Ragnarsdóttir+Oei» как экодом — многослойная теплоизоляция имеет толщину в 24 см. Музей специализируется на изобразительном искусстве XX и XXI веков: особое внимание уделяет классическому модернизму — в частности, экспрессионизму — а также и современному искусству.

## История и описание

### Городской музей
Художественный музей в Равенсбурге является преемником Городского музея (Städtische Galerie Ravensburg), который до 2011 года располагался в здании старого театр (Brotlaube) на улице Gespinstmarkt; городской музей проводил временные выставки, в том числе и произведений классического модернизма, работ современного искусства, а также — современной фотографии.
Решение о создание нового художественного музея, принятое городским советом в мае 2009 года, было весьма спорным — значительная часть населения города не была согласна с характером финансирования проекта, в рамках которого город арендует здание у застройщика на срок в 30 лет. При этом в феврале 2010 года было основано объединение «Freunde des Kunstmuseums Ravensburg e. V.», члены которого являлись активными сторонниками проекта.

### Новое здание
Чтобы создать площадку для будущего музейного здания, в Равенсбурге были снесены не включенные в список памятников архитектуры складские здания и коммерческое строение (магазин и школа танцев), построенные в XIX и XX веках. Церемония закладки фундамента для нового музея состоялась 21 сентября 2010 года, а церемония завершения строительства прошла 10 мая 2012 года. При этом в непосредственной близости от музея было одновременно возведено жилое и коммерческое здание, принадлежащее тому же застройщику.
Музейное здание было спроектировано штутгартским архитектурным бюро «Lederer+Ragnarsdóttir+Oei» — оно является первым в мире музейным зданием «пассивного» типа. Предполагается, что экодом будет потреблять только 15 кВт·ч энергии в год (на квадратный метр). Двойные внешние стены имеют теплоизоляцию толщиной в 24 см и облицованы клинкерным кирпичом, который раньше оставлял кладку разрушенного бельгийского монастыря. Малые и большие арки чередуются в верхней части фасада. Бюро «Lederer+Ragnarsdóttir+Oei» получило архитектурную премию «Deutscher Architekturpreis» от немецких властей и компании E.ON Ruhrgas за 2013 год; в следующем году бюро было награждено призом «DAM Preis für Architektur in Deutschland» от Немецкого музея архитектуры (DAM). Кроме того в 2013 году архитекторы также удостоились премии имени Хуго Херинга (Hugo-Häring-Preis) об союза архитекторов земли Баден-Вюртемберг.
Новое здание музея расположено в старом городе Равенсбурга — на улице Бургштрассе — рядом со зданием Равенсбургского музея (Museum Ravensburger), открытого в 2010 году. Таким образом, совместно с художественно-историческим музеем «Humpis-Quartier», открытым на улице Марктштрассе в 2009 году, и экономико-историческим музеем «Wirtschaftsmuseum Ravensburg», открытым в 2012, Художественный музей образует «музейный квартал» Равенсбурга.
Новый музей был открыт для широкой публики 8 марта 2013 года — в церемонии принял участие министр культуры ФРГ Бернд Отто Нойман. В первые выходные музей смог бесплатно принять около 6000 посетителей; до начала июня 2013 года его посетило уже 27 000 человек. С марта 2013 года по март 2014 года музей посетило ещё около 60 тысяч человек. Директором-основателем музея является искусствовед, культуролог и куратор Николь Фриц (Nicole Fritz, род. 1969). В 2014 году Равенсбургский художественный музей был номинирован на общеевропейскую премию «Europäischen Museumspreis» (EMYA). В ноябре 2015 года немецкая секция Международной ассоциации искусствоведов (AICA) выбрала галерею в Равенсбурге в качестве «Музея года» — за «успешное противостояние коммерциализации художественной деятельности и выработку своего собственного уникального профиля».

### Коллекция
Основой музейной коллекции является долгосрочная аренда (на 30 лет) экспонатов из фонда Петера Селинки «Peter-und-Gudrun-Selinka-Stiftung»; в музее преимущественно представлены работы экспрессионистов и двух художественных групп: CoBrA и SPUR. На временных выставках регулярно представляются дополнительные экспонаты из коллекции Селинки, а также — арендованные произведения современного искусства. В фойе на первом этаже проходит серия выставок под названием «Fremde Blicke». На первой выставке 2013 года, озаглавленной «Appassionata — Die Sammlung Selinka im Dialog» были показаны работы Пьера Алешинского, Карела Аппела, Андре Буцера, Отто Дикса, Хадассы Эммериха, Лотара Фишера, Себастьяна Хаммвёнера, Эриха Хеккеля, Алексея Явленского, Асгера Йорна, Йонатана Мезе, Макса Качштейна, Эрнста Людвига Кирхнера, Габриэле Мюнтер, Отто Мюллера и ряда других художников.

## Награды
- 2015: «Музей года» — Германское отделение, Международная ассоциация искусствоведов (AICA): за «успешное противостояние коммерциализации художественной деятельности и выработку своего собственного уникального профиля»[2].